# Trans-sur-Erdre
Pour les articles homonymes, voir Trans.
Trans-sur-Erdre est une commune de l'Ouest de la France, située dans le département de la Loire-Atlantique, en région Pays de la Loire.
La commune fait partie de la Bretagne historique et du Pays nantais. Elle est traversée par l'Erdre.

## Géographie

### Situation

#### Localisation

Trans-sur-Erdre en Loire-Atlantique.

Trans-sur-Erdre est situé dans la vallée de l'Erdre, à 30 km au nord-est de Nantes et 11 km au nord-est de Nort-sur-Erdre.
Selon le classement établi par l'Insee en 1999, Trans-sur-Erdre est une commune rurale monopolarisée qui fait partie de l'aire urbaine de Nantes et de l'espace urbain de Nantes-Saint-Nazaire (cf. Liste des communes de la Loire-Atlantique).
Plus précisément la commune se trouve dans l'arrondissement d'Ancenis et dans ce dernier, au sein du canton de Riaillé.

#### Communes limitrophes
Les communes limitrophes sont les suivantes :

### Relief
Le relief de la commune est le relativement plat.

### Hydrographie
Trans-sur-Erdre est traversée notamment par le ruisseau du Doueroux qui se jette dans l'Erdre qui traverse la commune au Nord. La commune est aussi traversée par d'autres ruisseaux dont le ruisseau de Montagne et le ruisseau de l'Aufraine.

### Climat
Pour des articles plus généraux, voir Climat des Pays de la Loire et Climat de la Loire-Atlantique.
En 2010, le climat de la commune est de type climat océanique franc, selon une étude du CNRS s'appuyant sur une série de données couvrant la période 1971-2000. En 2020, Météo-France publie une typologie des climats de la France métropolitaine dans laquelle la commune est exposée à un climat océanique et est dans la région climatique Bretagne orientale et méridionale, Pays nantais, Vendée, caractérisée par une faible pluviométrie en été et une bonne insolation.
Pour la période 1971-2000, la température annuelle moyenne est de 11,9 °C, avec une amplitude thermique annuelle de 13,8 °C. Le cumul annuel moyen de précipitations est de 739 mm, avec 12,5 jours de précipitations en janvier et 6,6 jours en juillet. Pour la période 1991-2020, la température moyenne annuelle observée sur la station météorologique de Météo-France la plus proche, sur la commune de Nort-sur-Erdre à 10 km à vol d'oiseau, est de 12,4 °C et le cumul annuel moyen de précipitations est de 760,4 mm,. Pour l'avenir, les paramètres climatiques de la commune estimés pour 2050 selon différents scénarios d'émission de gaz à effet de serre sont consultables sur un site dédié publié par Météo-France en novembre 2022.

## Urbanisme

### Typologie
Au 1er janvier 2024, Trans-sur-Erdre est catégorisée commune rurale à habitat dispersé, selon la nouvelle grille communale de densité à sept niveaux définie par l'Insee en 2022.
Elle est située hors unité urbaine. Par ailleurs la commune fait partie de l'aire d'attraction de Nantes, dont elle est une commune de la couronne,. Cette aire, qui regroupe 116 communes, est catégorisée dans les aires de 700 000 habitants ou plus (hors Paris),.

### Morphologie urbaine
La commune est composée d'un bourg principal et d'autres lieux-dits, hameaux et écarts listés ci-dessous :
- Fossé Loire
- l'Asnerie
- l'Epinay
- la Barbardière
- la Barre Théberge
- la Basse Gouère
- la Bitaudière
- la Bleure
- la Botterie
- la Conillère
- la Croisée
- la Croix Rouaud
- la Culière
- la Foltière
- la Gouère
- la Grossière
- la Harie
- la Jutière
- la Métairie
- la Motte
- la Paisserie
- la Parisière
- la Pasquerie
- la Roche
- la Rouaudière
- le Bas Friloux
- le Bois Huet
- le Bourgmain
- le Clos
- le Hallier
- le Mézay
- le Pas
- le Pâtis
- le Poirier Fourchu
- le Theil
- les Buttes
- les Tanneries
- Montfriloux

### Voies de communication et transports
La D 316 arrive à Trans-sur-Erdre par l'est, la D 24 la prolonge et ressort vers le nord-ouest. Deux routes partent vers le sud, la D 24 qui se poursuit vers le sud-est, et la D 26 qui se dirige vers le sud-ouest.
L'aéroport le plus proche est l’aéroport de Nantes-Atlantique, aéroport international situé au sud-ouest de Nantes.

### Logements
En 2007, le nombre de logements est évalué à 331. Parmi ceux-ci 89,5 % (soit 296) sont des résidences principales, 5,7 % des résidences secondaires et enfin 4,8 % des logements sont vacants.
Évolution du nombre de logements par catégorie
|                                                | 1968 | 1975 | 1982 | 1990 | 1999 | 2007 |
| ---------------------------------------------- | ---- | ---- | ---- | ---- | ---- | ---- |
| Résidences principales                         | 209  | 202  | 208  | 219  | 224  | 296  |
| Résidences secondaires, logements occasionnels | 12   | 34   | 36   | 41   | 31   | 19   |
| Logements vacants                              | 17   | 13   | 13   | 28   | 24   | 16   |
| Total                                          | 238  | 249  | 257  | 288  | 279  | 331  |
| Sources des données : Insee                    |      |      |      |      |      |      |

De même, la même année, 78,4 % des personnes sont propriétaires et 20,2 sont locataires.
Les logements se répartissent entre maison individuelle et appartement représentant respectivement 98,1 % et 0,9 %. Enfin le parc immobilier se compose de 1,7 % de 1 pièce, 6,3 % de 2 pièces, 14,3 % de 3 pièces, 27,2 % de 4 pièces et 50,5 % de 5 pièces ou plus.

## Toponymie
Le prieuré de Trans-sur-Erdre est mentionné pour la première fois dans le cartulaire de l'abbaye de Redon sous la forme Trento en 1145. Quelques décennies plus tard, en 1187, le village est cité par le pouillé de Nantes. Puis, on trouve Trent en 1235 et  Trant au XIVe siècle. La forme moderne Trans apparaît tardivement.
La graphie moderne Trans semble être une réfection d'après le latin trans signifiant « au-delà de, par-delà » Cette étymologie ne convient pas ici, puisque d'une part les formes anciennes sont du type Trent- et d'autre part, le latin trans a régulièrement abouti en français au préfixe tré- et à l'adverbe « très ».
Il s'agit d'un nom de lieu probablement gaulois (celtique) dont l'identification exacte pose un certain nombre de difficultés.
Les mots gaulois tri « trois » suivi d'un élément *dant « sommet » ont été proposés, c'est-à-dire *tridant d'où le sens global de « trois sommets ». Cette explication repose sur l'analogie avec Trans (Mayenne) situé dans le même domaine linguistique et qui possède des formes plus anciennes du type de Tredente en 692. Ces « sommets » sont plutôt de simples buttes. La même source suggère une autre explication par le gaulois tardif [?] treide « pied » attesté dans le glossaire de Vienne, correspondant du vieux breton treit « pieds » (breton troad « pied »). En tout cas, il est possible de reconnaître l'affixe -ent- répandu par ailleurs et que l'on identifie dans les Nogent (type Novientum) et Drevant (Derventum en 1217) dont le premier élément est gaulois. On note également l'analogie des formes Trento avec le nom de la ville de Trente à l'extrême nord de l'Italie, dont le nom italien est précisément Trento et qui est attesté à l'époque antique sous la forme latinisée Tridentum, ce qui renvoie directement à la forme Tredente de Trans en Mayenne.
Le déterminant complémentaire -sur-Erdre, en référence à la rivière, permet d'éviter l'homonymie avec Trans (Mayenne) et Trans-la-Forêt (Ille-et-Vilaine).
En gallo, le nom de la commune se prononce [tʁɑ̃],. La forme écrite proposée par l'Institut de la langue gallèse est Trent.
La forme bretonne proposée par l'Office public de la langue bretonne est Treant-an-Erzh. Le breton n'a jamais été la langue vernaculaire à Trans[réf. nécessaire].

## Histoire
Le lieu de Trans-sur-Erdre était une ancienne trève de Mouzeil.
Le prieuré de Trans-sur-Erdre est mentionné dès 1145 dans une cartulaire de l'abbaye de Redon. En 1187, c'est le Pouillé de Nantes qui mentionne le prieuré.

## Politique et administration

### Tendances politiques et résultats

#### Au niveau européen
Pour les élections européennes du 13 juin 2004 il y eut un taux d'abstention de 55,17 % pour 522 inscrits. Le nombre de votants correspondait à 44,83 % des inscrits et les suffrages exprimés correspondaient à 43,68 % des inscrits (97,44 % des votants). La liste soutenue par le parti socialiste obtint 27,19 % des votes. Il y eut deux listes portant l'étiquette « divers droite », l'une, de Michel Hunault, a recueilli 11,40 % des voix et l'autre de Philippe de Villiers qui obtint 7,02 % des voix. Enfin la liste UMP, de Roselyne Bachelot, obtint 10,09 % des votes.
Aux élections européennes du 7 juin 2009 il y eut un taux d'abstention de 51,94 % pour 566 inscrits. Le nombre de votants correspondait à 48,06 % des inscrits et les suffrages exprimés correspondaient à 45,41 % des inscrits (94,49 % des votants). La liste UMP de Christophe Béchu obtint 27,63 % des votes. La liste des Verts de Yannick Jadot obtint 18,29 % des voix. La liste du parti socialiste soutenant Bernadette Vergnaud recueillit 13,23 % des voix. Enfin la liste divers droite de Philippe de Villiers obtint 9,73 % des votes.

#### Au niveau national
Lors de l'élection présidentielle de 2002 le taux d'abstention était d'environ 21,2 % au premier tour et de 12,6 % au second tour pour 500 inscrits. Le premier et le second tour se sont tenus respectivement les 21 avril 2002 et 5 mai 2002.
Lors de l'élection présidentielle de 2007, le taux d'abstention fut de 10,25 % au premier tour et de 11,15 % au second tour (pour 556 inscrits). Le premier et le second tour se sont tenus respectivement les 22 avril 2007 et 6 mai 2007.

### Administration municipale
Le conseil municipal est composé de 15 conseillers élus pour 6 ans.
La commune est rattachée à l'arrondissement d'Ancenis en 1801, puis en 1926 est transférée à l'arrondissement de Nantes avant de revenir en 1943 dans l'arrondissement d'Ancenis. À partir de 2017, la commune est rattachée à l'Arrondissement de Châteaubriant-Ancenis.

#### Maires successifs
| Période                                  | Période                 | Identité               | Étiquette | Qualité                                          |
| ---------------------------------------- | ----------------------- | ---------------------- | --------- | ------------------------------------------------ |
| février 1790                             |                         | Pierre Leduc           |           | Officier public désigné                          |
| janvier 1793                             | 21 août 1794            | Pierre Ouairy          |           | Officier public                                  |
| août 1794                                | 21 décembre 1794        | Michel Dupas           |           | Procureur communal                               |
| avril 1795                               | juin 1797               | Letourneau et Rouillé  |           | Agents municipaux                                |
| octobre 1796                             | avril 1797              | Jean Meneuvrier        |           | Agent municipal                                  |
| juin 1797                                | août 1797               | Julien Ouairy          |           | Agent municipal                                  |
| septembre 1797                           | avril 1798              | René Auneau            |           | Agent municipal                                  |
| avril 1798                               | avril 1799              | Yves Hardou            |           | Agent municipal                                  |
| avril 1799 juin 1800                     | juin 1800 novembre 1802 | Pierre Voisin          |           | Agent municipal Maire                            |
| 1803                                     | 1803                    | Pierre Leduc           |           | Adjoint délégué                                  |
| janvier 1804                             | juillet 1804            | Pierre Voisin          |           |                                                  |
| octobre 1805                             | février 1829            | Louis Boucherie        |           |                                                  |
| février 1829                             | novembre 1830           | Julien Vié             |           |                                                  |
| novembre 1830                            | septembre 1837          | Julien Ouairy          |           |                                                  |
| septembre 1837                           | juillet 1852            | Louis Raitière         |           |                                                  |
| juillet 1852                             | décembre 1867           | Mathurin Gérard        |           |                                                  |
| juin 1868                                | mai 1888                | Pierre Plé             |           |                                                  |
| mai 1888                                 | mai 1904                | Jean Paillusson        |           |                                                  |
| 1904                                     | 1940                    | Jean-Marie Priou       |           | a effectué 6 mandats                             |
| mai 1940                                 | décembre 1940           | Ferdinand Paillusson   |           | Conseiller municipal délégué                     |
| décembre 1940                            | décembre 1943           | Pierre Monnier         |           | Conseiller municipal délégué                     |
| janvier 1944                             | mars 1959               | Alexandre Ouary        |           | a effectué 5 mandats                             |
| mars 1959                                | mars 1989               | Jean Lebreton          |           | a effectué 5 mandats                             |
| mars 1989                                | 3 octobre 2021          | Philip Squelard        | UMP       | a effectué 5 mandats complets + 1 mandat partiel |
| 3 octobre 2021                           | En cours                | Xavier Loubert-Davaine |           | Juriste, Chef d'entreprise                       |
| Les données manquantes sont à compléter. |                         |                        |           |                                                  |

### Elections municipales

#### Elections municipales 2020
1 seule liste s'est présentée à cette élection, qui a été élue au premier tour le 15 mars 2020.
La faible participation s'explique par le fait qu'il n'y a qu'une seule liste et par le contexte sanitaire en période de Covid-19 (quelques jours avant le début du confinement).
Lors du premier conseil municipal suivant l'élection, Philip Squelard a été élu maire pour la sixième fois. 4 adjoints ont été nommés (au lieu de 3 lors des précédents mandats).
1. Laurent Viau (1er adjoint)
2. Chantal Vindard (2e adjoint)
3. Marcel Praud (3e adjoint)
4. Anne-Cécile Richl (4e adjoint)

| Tête de liste            | Liste                    | Premier tour | Premier tour | Sièges | Sièges |
| Tête de liste            | Liste                    | Voix         | %            | CM     | CC     |
| ------------------------ | ------------------------ | ------------ | ------------ | ------ | ------ |
| Philip Squelard          |                          | 196          | 100,00       | 15     | 1      |
|                          |                          |              |              |        |        |
| Votes exprimés           | Votes exprimés           | 196          | 73,68        |        |        |
| Votes blancs             | Votes blancs             | 26           | 9,67         |        |        |
| Votes nuls               | Votes nuls               | 44           | 16,54        |        |        |
| Total                    | Total                    | 266          | 100          | 15     | 1      |
| Abstention               | Abstention               | 362          | 57,64        |        |        |
| Inscrits / participation | Inscrits / participation | 628          | 42,36        |        |        |

#### Elections municipales partielles intégrales 2021
À la suite de la démission d'au moins un tiers des membres du conseil municipal, une élection municipale partielle intégrale a été organisée. Les deux tours de scrutin ont eu lieu les 19 et 26 septembre 2021. 3 listes se sont présentées à cette élection.
Les 3 listes ayant obtenus plus de 10% au premier tour, elles sont restées qualifiées pour le second tour.
Lors du second tour, les résultats ont été très serrés puisqu'il n'y a qu'une voix d'écart entre les deux premières listes.
Le 3 octobre 2021, lors du premier conseil municipal, Xavier Loubert-Davaine a été élu maire. 4 adjoints ont été élus:
1. Philippe Bouré (1er adjoint)
2. Chrystèle Tillaut (2e adjoint)
3. Bruno Cartier (3e adjoint)
4. Estelle Guillouard (4e adjoint)

| Tête de liste            | Liste                            | Premier tour | Premier tour | Second tour | Second tour | Sièges | Sièges |
| Tête de liste            | Liste                            | Voix         | %            | Voix        | %           | CM     | CC     |
| ------------------------ | -------------------------------- | ------------ | ------------ | ----------- | ----------- | ------ | ------ |
| Xavier Loubert-Davaine   | Nouvel élan pour Trans           | 164          | 37,02        | 217         | 43,75       | 11     | 1      |
| Philip Squelard          | Horizon 2026                     | 99           | 22,35        | 63          | 12,7        | 1      | 0      |
| Guillaume Raitière       | Vivre ensemble à Trans-sur-Erdre | 180          | 40,63        | 216         | 43,55       | 3      | 0      |
|                          |                                  |              |              |             |             |        |        |
| Votes exprimés           | Votes exprimés                   | 443          | 98,8         | 496         | 99,6        |        |        |
| Votes blancs             | Votes blancs                     | 2            | 0,4          | 1           | 0,2         |        |        |
| Votes nuls               | Votes nuls                       | 3            | 0,6          | 1           | 0,2         |        |        |
| Total                    | Total                            | 448          | 100          | 498         | 100         | 15     | 1      |
| Abstention               | Abstention                       | 222          | 33,13        | 172         | 25,67       |        |        |
| Inscrits / participation | Inscrits / participation         | 670          | 66,87        | 670         | 74,33       |        |        |

### Services

#### Eau potable
En matière d'eau potable, Trans-sur-Erdre fait partie de la structure intercommunale d'alimentation en eau potable de la région de Nort-sur-Erdre.
Le retraitement des eaux usées se fait à l'aide d'une station d'épuration utilisant la filière de traitement en lagune naturelle.

#### Juridiction judiciaire et administrative
Trans-sur-Erdre fait partie de la circonscription judiciaire de Nantes.

## Population et société

### Démographie

#### Évolution démographique
L'évolution du nombre d'habitants est connue à travers les recensements de la population effectués dans la commune depuis 1793. Pour les communes de moins de 10 000 habitants, une enquête de recensement portant sur toute la population est réalisée tous les cinq ans, les populations de référence des années intermédiaires étant quant à elles estimées par interpolation ou extrapolation. Pour la commune, le premier recensement exhaustif entrant dans le cadre du nouveau dispositif a été réalisé en 2005.

En 2022, la commune comptait 1 124 habitants, en évolution de +5,54 % par rapport à 2016 (Loire-Atlantique : +6,68 %, France hors Mayotte : +2,11 %).
| 1793 | 1800 | 1806 | 1821 | 1831 | 1836  | 1841  | 1846  | 1851  |
| ---- | ---- | ---- | ---- | ---- | ----- | ----- | ----- | ----- |
| 901  | 818  | 865  | 901  | 992  | 1 063 | 1 112 | 1 081 | 1 198 |

| 1856  | 1861  | 1866  | 1872  | 1876  | 1881  | 1886  | 1891  | 1896  |
| ----- | ----- | ----- | ----- | ----- | ----- | ----- | ----- | ----- |
| 1 211 | 1 177 | 1 174 | 1 135 | 1 217 | 1 180 | 1 162 | 1 100 | 1 092 |

| 1901  | 1906  | 1911  | 1921 | 1926 | 1931 | 1936 | 1946 | 1954 |
| ----- | ----- | ----- | ---- | ---- | ---- | ---- | ---- | ---- |
| 1 063 | 1 026 | 1 022 | 894  | 847  | 811  | 751  | 763  | 756  |

| 1962 | 1968 | 1975 | 1982 | 1990 | 1999 | 2005 | 2006 | 2010 |
| ---- | ---- | ---- | ---- | ---- | ---- | ---- | ---- | ---- |
| 760  | 710  | 706  | 652  | 666  | 680  | 820  | 828  | 970  |

| 2015  | 2020  | 2022  | - | - | - | - | - | - |
| ----- | ----- | ----- | - | - | - | - | - | - |
| 1 046 | 1 102 | 1 124 | - | - | - | - | - | - |

#### Pyramide des âges
La population de la commune est relativement jeune.
En 2018, le taux de personnes d'un âge inférieur à 30 ans s'élève à 37,0 %, soit en dessous de la moyenne départementale (37,3 %). À l'inverse, le taux de personnes d'âge supérieur à 60 ans est de 24,8 % la même année, alors qu'il est de 23,8 % au niveau départemental.
En 2018, la commune comptait 523 hommes pour 562 femmes, soit un taux de 51,8 % de femmes, légèrement supérieur au taux départemental (51,42 %).
Les pyramides des âges de la commune et du département s'établissent comme suit.
| Hommes | Classe d’âge | Femmes |
| ------ | ------------ | ------ |
| 1,7    | 90 ou +      | 5,4    |
| 3,8    | 75-89 ans    | 10,3   |
| 14,3   | 60-74 ans    | 13,7   |
| 18,8   | 45-59 ans    | 14,3   |
| 21,6   | 30-44 ans    | 22,0   |
| 14,3   | 15-29 ans    | 11,7   |
| 25,5   | 0-14 ans     | 22,6   |

| Hommes | Classe d’âge | Femmes |
| ------ | ------------ | ------ |
| 0,6    | 90 ou +      | 1,8    |
| 6      | 75-89 ans    | 8,6    |
| 15,1   | 60-74 ans    | 16,4   |
| 19,4   | 45-59 ans    | 18,8   |
| 20,1   | 30-44 ans    | 19,3   |
| 19,2   | 15-29 ans    | 17,4   |
| 19,5   | 0-14 ans     | 17,6   |

### Enseignement
En 2008, la population scolarisée comprenait, par tranche d'âge, 70,8 % des enfants de 2 à 5 ans, 97 % des enfants de 6 à 14 ans et 100 % de ceux ayant entre 15 et 17 ans.
Sur l'ensemble de la population non scolarisée, 15 % sont titulaires d'un CEP, 4 % du BEPC, 30,8 % du CAP ou du BEP, 13,7 % du BAC ou un équivalent, 10,7 % d'un BAC +2 et 6,5 % d'un diplôme de niveau supérieur. 19,4 % de cette population n'a pas de diplôme.

### Manifestations culturelles et festivités
Chaque été depuis 1976, un spectacle son et lumière est organisé sur le site du pont du Theil.

### Sports
La commune dispose d'un terrain de foot et d'un city-stade.
Il n'y a actuellement pas de club de sport dans la commune.

## Économie

### Revenus de la population et fiscalité
En 2008, sur les 497 foyers fiscaux, le revenu net déclaré moyen fut de 16 940 €/an, ce qui est inférieur à la moyenne nationale qui est de 23 441 €/an.
En 2008, le revenu fiscal médian par ménage était de 15 858 €.

### Emploi
La ville comptait, en 2008, une population active de 518 personnes (74,8 % de la population en âge de travailler). Parmi ceux-ci 65,6 % ont un emploi et 9,2 % sont au chômage. Sur les 150 personnes travaillant au sein même de la zone, 111 étaient des salariés. Enfin, 58,7 % des actifs résidant dans la commune y travaillent. Les autres travaillant soit dans une autre commune, dans un autre département ou une autre région.
Les inactifs représentaient respectivement 25,2 % de la population, dont 5,9 % étaient élèves et étudiants et 9,7 % étaient (pré)retraités.

### Entreprises et commerces
La commune a atteint un nombre d'établissements total actif de 64 qui se répartissent de la façon suivante : industries (1, soit 1,6 % du total), construction (9, soit 14,1 % du total), commerce (14 soit 21,9 % du total), agriculture (34, soit 53,1 % du total), administration publique (6, soit 9,4 % du total).

## Culture locale et patrimoine

### Monuments et lieux touristiques

#### Monuments civils

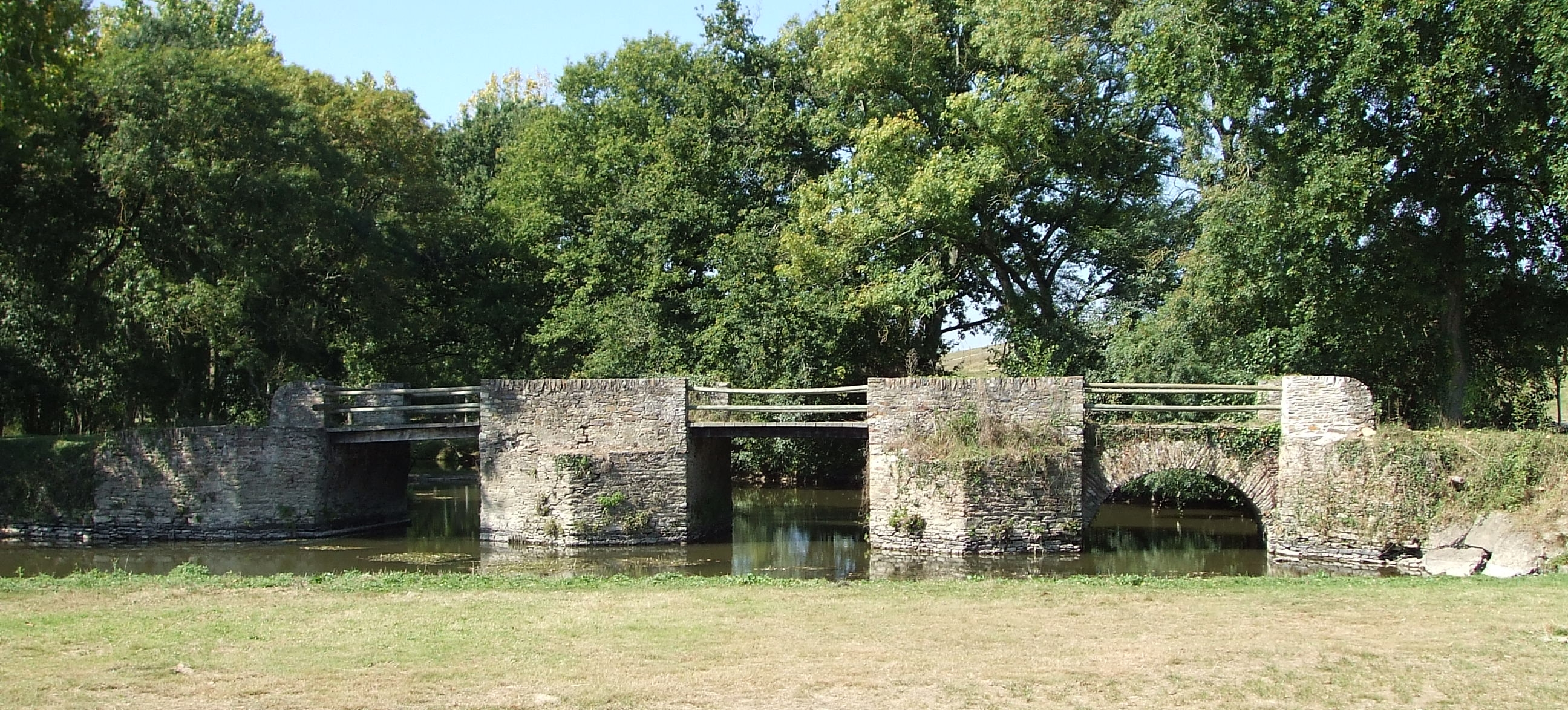
Le pont du Theil en 2007.

- Le pont du Theil. D'une longueur de 44 mètres, il date des XIIe et XIIIe siècles[41]. Le pont est principalement en construit en pierre. Il est constitué de 3 arches: 1 totalement en pierre et les 2 autres avec des poutres de bois. Le pont du Theil contribuera à l’essor de la commune de Trans-sur-Erdre. Sur ce pont défilaient, autrefois, chevaux et charrettes en provenance des forges de Moisdon-la-Rivière. C'est en 1972 que des habitants de Trans-sur-Erdre entamèrent la difficile restauration du pont, qui a duré quatre années. Cette rénovation fut l'élément déclencheur de l'organisation de spectacles historiques présentés près du pont à la fin du mois d'août. En effet, pour financer les travaux, ils fondèrent en 1976 l’association Transmission, organisatrice de ces spectacles.
- Parmi les châteaux présents sur le sol correspondant à l'actuelle commune il ne reste que les ruines de Barre-Théberge et de Monfriloux. Il ne subsiste de ce premier que les douves et les avenues. Le second, avec ses charmilles, se situe au-dessus de l'étang-forge de la vallée.

#### Monuments religieux
- L'église Saint-Pierre-aux-liens-et-Saint-Mandé (1875). Cette église remplace un édifice du XIe siècle qui possédait un chevet (chœur de 1524. La première pierre est bénite le 6 avril 1875 et la tour le 21 mai 1877. Le clocher est construit vers 1929. La flèche qui surmonte le clocher s'élève à 53 mètres. Dans l'église vous pouvez y retrouver un autel en bois sculpté et peint du XVIIIe siècle et deux quenouilles de rosières du XIXe siècle[42].
- l'ancien presbytère, à proximité de l'église. Il a été édifié par l'abbé Nicolas de Centivy, curé de la paroisse de 1696 à 1733. Auparavant transformé pour abriter l'école publique, il s'agit aujourd'hui d'une habitation privée.
- De nombreux calvaires restent présents dans les hameaux et à certaines intersections :
  - Calvaire au Patis (au nord du bourg)
  - La croix des Bleus (1794-1795) qui commémore le massacre de rôdeurs considérés comme républicains (l'une des victimes était un prêtre)
  - La croix de Saint-Mandé (au carrefour des Routes de Riaillé et de Teillé). Elle remplace l'ancienne chapelle Saint-Mandé, signalée au XIIe siècle. La chapelle est ruinée à la Révolution. Elle est démolie en 1874

### Associations
Il existe plusieurs associations à Trans-sur-Erdre :
- l'association Transmission qui, depuis 1976, organise chaque été un spectacle son et lumière sur le site du pont du Theil. L'espace occupé couvre 5 hectares. L'association transmission est aidée par la communauté de communes du pays d'Ancenis ainsi que par des associations de travail d'insertion, notamment Erdre et Loire Initiatives (ELI) d'Ancenis. Les différents spectacles successifs ont eu pour titre : Les Noces à l'ancienne, Louis XV (1984), les Mousquetaires (1985), Henri IV (1986), François Ier (1987), la Révolution française (1988 à 1990), Napoléon (1991 à 1995), Jules César (1996 à 2005), et Un homme nommé Jésus (2006 à 2014). Depuis 2015 : Dans la nuit, Liberté ;
- l'amicale laïque de Trans-sur-Erdre ;
- l'association bibliothèque de Trans-sur-Erdre ;
- la ludothèque Luluprêt ;
- Association Transat : organisation de diverses animations locales ;
- Club de l'amitié.

### Héraldique
| Blason | Blasonnement : D'azur au pont d'or à trois arches mouvant des flancs ; au franc canton d'argent chargé de trois mouchetures d'hermine de sable posées en 2 et 1. Commentaires : Les mouchetures d'hermine évoquent le blasonnement d'hermine plain de la Bretagne, rappelant l'appartenance passée de la ville au duché de Bretagne. Blason conçu par François Picard-Destelan (délibération municipale du 30 juin 1988). |

### Personnes liées à la commune
- abbé François Maisonneuve (1744-1813), curé de Trans, déporté sous la Révolution française

### Sources
- Des villages de Cassini aux communes d'aujourd'hui, « Notice communale : Trans-sur-Erdre », sur ehess.fr, École des hautes études en sciences sociales.
- Atlas de Loire-Atlantique (lire en ligne)
- Évolution et structure de la population, juin 2010, 17 p. (lire en ligne)